# Frente Nacional de Nueva Zelanda
El Frente Nacional de Nueva Zelanda es un pequeño partido político nacionalista blanco en Nueva Zelanda.

## Trayectoria

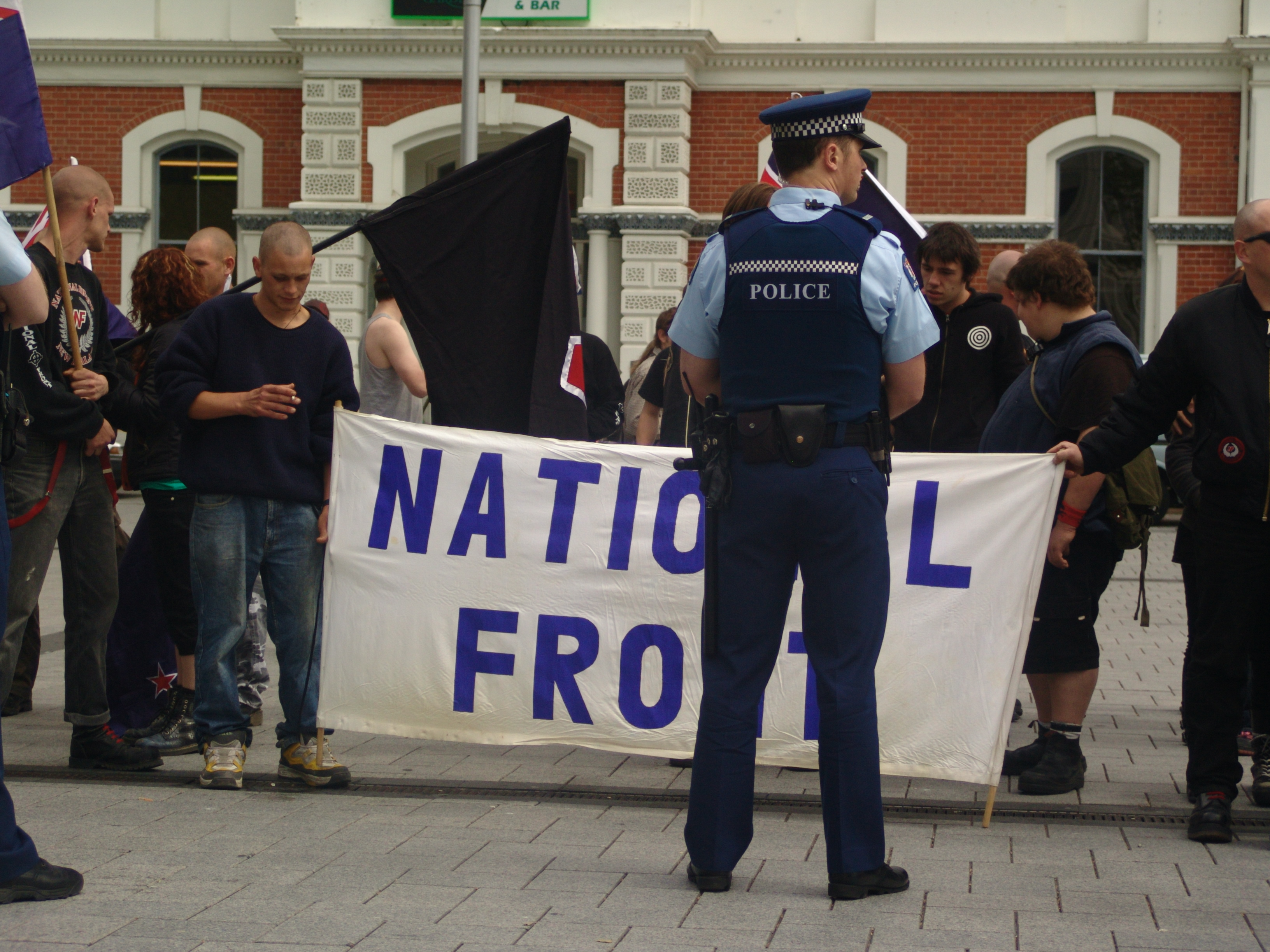
Miembros del Frente Nacional de Nueva Zelanda en una protesta en 2007, con un policía vigilando cerca.

Reflejando los desarrollos en el Reino Unido, un grupo llamado Frente Nacional evolucionó de la rama de Nueva Zelanda de la Liga de los Leales del Imperio en 1967. Fue dirigido por Brian Thompson; otro miembro notable fue Roger Clare, quien luego se convertiría en activista de la Liga de San Jorge.
El primer presidente del partido fue David Crawford, ayudado por Brian Thompson. Kerry Bolton se unió en 1978. Distribuyó grandes cantidades de folletos y libros de sobre la negación del Holocausto. Thompson representó al partido en la marcha en Lewisham en 1977. El partido alentó a sus activistas a infiltrarse en los partidos principales, como el Partido Nacional de Nueva Zelanda. Ansell declaró que el partido debía ser un "movimiento nacionalista de amplio espectro" con una "fuerte visión sobre la inmigración".
En octubre de 2017, una manifestación de miembros del Frente Nacional que protestaban fuera del Parlamento fue interrumpida por una contra-protesta que tuvo que ser interrumpida por la policía.
El 23 de octubre de 2004, el Frente Nacional realizó una protesta en Wellington para apoyar la retención de la bandera actual de Nueva Zelanda, a la que asistieron unas 45 personas. La coalición multicultural Aotearoa y los anarquistas organizaron una contra-manifestación de 800 efectivos para exponer las simpatías del Frente Nacional. Según The New Zealand Herald, Chapman se quejó al día siguiente de "protección policial insuficiente".
Según Te Ara: The Encyclopedia of New Zealand, las políticas discernibles del Frente Nacional son "la homofobia, el racismo y el nacionalismo patriótico".